# Xian de Gaoyang
Le xian de Gaoyang (高阳县 ; pinyin : Gāoyáng Xiàn) est un district administratif de la province du Hebei en Chine. Il est placé sous la juridiction de la ville-préfecture de Baoding.

## Démographie
La population du district était de 305 069 habitants en 1999.